# Franz Hofer (regista)
Franz Hofer, all'anagrafe Franz Wygand Wüstenhöfer, (Saarbrücken, 31 agosto 1882 – Berlino, 5 maggio 1945), è stato un regista, sceneggiatore e produttore cinematografico tedesco.

## Biografia
Come molti altri registi di quel periodo, Hofer proveniva dal teatro. Nel 1910, cominciò a scrivere soggetti e sceneggiature, dirigendo poi il suo primo film nel 1913. Fu un regista molto duttile, i cui film spaziavano dalla commedia, al dramma e al poliziesco. Tra gli attori con cui ha lavorato, si ricordano il futuro regista Ernst Lubitsch, da lui diretto in Fräulein Piccolo e Hans Albers - che diventerà in seguito il più celebre attore tedesco - che debuttò nel 1915 in un suo film, Jahreszeiten des Lebens.
Nel 1932, Hofer diventò membro del partito nazista. Dei suoi ultimi anni non si sa molto. Morì a Berlino il 5 maggio 1945 in circostanze mai chiarite.

## Filmografia

### Regista (parziale)
- Des Alters erste Spuren (1913)
- Hurra! Einquartierung! (1913)
- Romanzo di un'orfanella (Roman einer Verschollenen)
- Die schwarze Kugel oder Die geheimnisvollen Schwestern
- Das rosa Pantöffelchen (1913)
- Due sorelle - Soluzione dell'enigma: chi l'ha ucciso? (Wer ist der Täter?) (1913)
- Ein medizinisches Rätsel
- Drei Tropfen Gift
- Die schwarze Natter
- Mandato di cattura (Der Steckbrief) (1913)
- Vampiri della grande città (Vampyre der Großstadt )
- Todesrauschen
- Reingefallen
- Malheurchen Nummer acht
- Irrlichter
- Heimgekehrt
- Ein seltsames Gemälde
- Deutsche Helden
- Testimonio invisibile (Der unsichtbare Zeuge) (1914)
- Der Hochtourist
- Das Liebesbarometer
- Fräulein Piccolo (1915)
- Die weiße Rose (1915)
- Sein Störenfried
- Papa Schlaumeyer
- Kammermusik (1916)
- Jahreszeiten des Lebens (1915)
- Fräulein Hochgemuth
- Ein verliebter Racker
- Der Eremit
- Der dreizehnfache Selbstmord
- Das Spürnäschen
- Wir haben's geschafft
- Tote Gedanken
- Heidenröschen
- Dressur zur Ehe
- Der Posaunenengel
- Der gepumpte Papa
- Das zweite Ich
- Das Riesenbaby
- Seltsame Menschen

- Die Glocke (1917)

- Ferréol (1920)

- Avidità (Begierde) (1921)

- Das rosa Pantöffelchen (1927)

### Sceneggiatore (parziale)
- Das Geheimnis der Toten, regia di Franz Porten (1910)
- Ehrlos?
- Das Weib ohne Herz - 1. Teil
- Das Weib ohne Herz - 2. Teil
- Der Zug des Herzens
- Des Alters erste Spuren, regia di Franz Hofer (1913)
- Hurra! Einquartierung!, regia di Franz Hofer (1913)
- Die schwarze Kugel oder Die geheimnisvollen Schwestern
- Das rosa Pantöffelchen, regia di Franz Hofer (1913)

- Die Glocke, regia di Franz Hofer (1917)

- Ferréol, regia di Franz Hofer (1920)

### Produttore (parziale)
- Der rätselhafte Tod di Franz Hofer (1921)

### Montatore (parziale)
- Der rätselhafte Tod, regia di Franz Hofer (1921)

### Attore (parziale)
- Des Alters erste Spuren, regia di Franz Hofer (1913)

### Aiuto regista
- Fräulein Liselott di Johannes Guter (1934)